# Ljusenergi
Ljusenergi är den energi som alla ljuskällor avger. Ljusenergi är livsviktigt för växters och andra organismers fotosyntes och därmed indirekt även för de djur som lever av dessa. 
Solen är den naturliga energikällan för fotosyntesen, men den kan även hållas igång med ljuset från artificiella ljuskällor som en vanlig glödlampa eller lysrör. Detta är oftast fallet med akvarium.
Den fotometriska SI-enheten för ljusenergi är lumensekund.